# Thierry Renault
Thierry Renault (5 de marzo de 1959) es un deportista francés que compitió en remo. Ganó siete medallas en el Campeonato Mundial de Remo entre los años 1983 y 1991.

## Palmarés internacional
| Campeonato Mundial | Campeonato Mundial       | Campeonato Mundial | Campeonato Mundial  |
| Año                | Lugar                    | Medalla            | Prueba              |
| ------------------ | ------------------------ | ------------------ | ------------------- |
| 1983               | Duisburgo (RFA)          | Medalla de plata   | Doble scull ligero  |
| 1985               | Malinas (Bélgica)        | Medalla de oro     | Doble scull ligero  |
| 1986               | Nottingham (Reino Unido) | Medalla de plata   | Doble scull ligero  |
| 1987               | Copenhague (Dinamarca)   | Medalla de plata   | Doble scull ligero  |
| 1989               | Bled (Yugoslavia)        | Medalla de bronce  | Cuatro scull ligero |
| 1990               | Tasmania (Australia)     | Medalla de plata   | Cuatro scull ligero |
| 1991               | Viena (Austria)          | Medalla de bronce  | Cuatro scull ligero |